# Nordion Energi
Nordion AB är ett svenskt energiföretag, som grundades 2020
Nordion är moderbolag till Swedegas AB, Weum Gas AB och – från 2021 – Falbygdens Energi AB. Swedegas äger och driver stamnätet för naturgas i sydvästra Sverige. Weum äger och driver distributionsnät för naturgas i sydvästra Sverige och Falbygdens Energi äger och driver distributionsnät för el i Västergötland.
Nordion Energi AB ägs av European Diversified Infrastructure Fund. Denna förvaltas av australiska Igneo Infrastructure Partners, som är en del av australiska First Sentier Investors.

## Historik
Sveriges regering grundade 1976 företaget Swedegas för att introducera naturgas på den svenska marknaden. År 1980 ingicks en överenskommelse om samarbete mellan de danska och svenska regeringarna och ingicks avtal med Dong Ennergy A/S om leverans av naturgas til Sverige. Den första etappen av en svenskt naturgasnät mellan Dragør och Helsingborg stod klart 1985. Efter en etappvis utbyggnad sträckte det sig 1988 till Göteborg och 2004 var det utbyggt till de kemiska industriföretagen i Stenungsund.
Swedegas sålde 2004 sin verksamhet inom gasförsäljning till DONG Energy och blev därmed ett rent infrastrukturbolag. Företaget såldes 2010 till EQT Infrastructure. Swedegas köpte 2011 E.ON:s högtrycksledningar för gas i Skåne, Småland och Halland och blev därmed ägare till hela stamnätet för naturgas i Sverige, innefattande 600 kilometer högtrycksledning och över 40 mät- och reglerstationer.
År 2015 köpte de spanska och belgiska gasinfrastrukturbolagen Enagás och Fluxys Swedegas och sålde det vidare 2019 till European Diversified Infrastructure Fund.
År 2018 köpte European Diversified Infrastructure Fund gasnätsbolaget E.ON Gas Sverige, 2019 namnändrat till Weum Gas. Swedegas och Weum Gas blev från 2002 dotterbolag till det nybildade Nordion Energi.